# Astaena bogotana
Astaena bogotana är en skalbaggsart som beskrevs av Saylor 1946. Astaena bogotana ingår i släktet Astaena och familjen Melolonthidae. Inga underarter finns listade.